# Catabrosa
Genre
Catabrosa est un genre végétal de la famille des Poaceae.

## Liste d'espèces
Selon Catalogue of Life (16 avr. 2012), ITIS (16 avr. 2012) et World Checklist of Selected Plant Families (WCSP) (16 avr. 2012) :
- Catabrosa aquatica
- Catabrosa werdermannii

NCBI (16 avr. 2012) ajoute à cette liste l'espèce :
- Catabrosa capusii